# Achêne
Achêne (valonă Achinne) este o localitate din comuna Ciney, în Valonia, Belgia. Până în 1977 Achêne era o comună separată, după această dată fiind înglobată in comuna Chiney teritoriul fiind organizat ca o secțiune a comunei Ciney. De aceasta mai depind și localitățile Fays și Onthaine.